# Hymenodictyon pachyantha
Hymenodictyon pachyantha är en måreväxtart som beskrevs av Kurt Krause. Hymenodictyon pachyantha ingår i släktet Hymenodictyon och familjen måreväxter. Inga underarter finns listade i Catalogue of Life.